# Nachlauf (Destillation)
Als Nachlauf bezeichnet man bei der Destillation von Wein- oder Obstbränden den Teil, der nach dem eigentlichen Herzstück entsteht. Die Abtrennung des Nachlaufs sollte sorgfältig erfolgen, da dieser Teil bereits einen hohen Anteil an höheren Alkoholen (sog. Fuselöle) aufweisen kann, die dem Genuss nicht zuträglich sind. 
Im Gegensatz zum Vorlauf (Destillation), der einen eher unangenehmen Geruch aufweist, haben die Komponenten des Nachlaufs eher fruchtige und süßliche Noten.
Bei Konsum dieses Destillationsprodukts ist aufgrund der komplexen Abbauprodukte der enthaltenen höheren Alkohole (in wesentlichen Mengen iso-Octanole bis iso-Decanole) im menschlichen Körper mit erheblichen Katererscheinungen zu rechnen.  